# آلن سن ماکسیمین
آلن سن ماکسیمین (زاده ۱۲ مارس ۱۹۹۷) یک بازیکن فوتبال اهل فرانسه است که هم‌اکنون در باشگاه فنرباغچه بازی می‌کند.